# Lesebühne

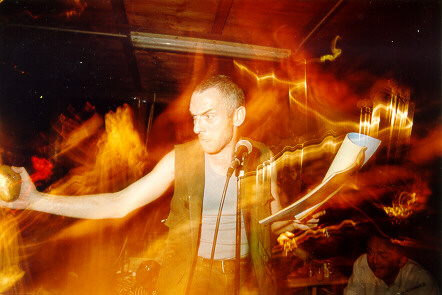
Michael Stein (Reformbühne Heim & Welt 1998)

Eine Lesebühne ist eine literarische Veranstaltungsform, bei der ein festes Autorenensemble (ggf. ergänzt durch Gäste) regelmäßig – z. B. wöchentlich oder monatlich – am selben Ort selbstverfasste, oft unterhaltsame Texte vor Publikum vorträgt.

## Begriff
Der Begriff „Lesebühne“ setzte sich gegen Ende der 1990er Jahre dauerhaft durch, um das Phänomen einer damals sehr speziellen Form personell miteinander verbundener Vorlesegruppen zu bezeichnen. Im weiteren Sinne ließe sich jede bühnenmäßige Präsentation, bei der vorrangig gelesen wird, als Lesebühne bezeichnen, doch wird der Begriff heute im Wesentlichen dann verwendet, wenn folgende grundlegenden Elemente zu finden sind:
- Lesebühnen bilden ein festes Team ohne Wettbewerbs-Charakter (im Gegensatz zu Poetry-Slams).
- Der Fokus liegt auf gelesenen Texten (im Gegensatz zu auswendig vorgetragenen oder improvisierten Comedy-Nummern o. Ä.).
- Die Veranstaltung findet regelmäßig, meist in wöchentlichem oder monatlichem Rhythmus statt.
- Die vorgetragenen Texte sind selbst verfasst.
- Der Show-Charakter der Veranstaltungen hebt diese Lesungen ab von z. B. dem Literarischen Salon, bei denen nach dem Vortrag der Texte über diese diskutiert wird.
- Die vorgetragenen Texte sind kurz, ihre Dauer überschreitet selten zehn Minuten.

Bei einigen Lesebühnen sind teilweise Abweichungen von diesen Merkmalen zu beobachten. Eine Definition des Phänomens der Lesebühnen anhand der Textinhalte („Alltags“-Texte, Großstadttexte, politisch links usw.), wie sie sowohl von deren Protagonisten als auch von der Presse zeitweise versucht wurde, ist aufgrund der inhaltlichen und textlichen Ausdifferenzierung nicht haltbar. Auch äußere Charakteristika der ersten Lesebühnen (Alltagskleidung, Lesen im Stehen, Dauerpräsenz auf der Bühne) sind, obgleich immer noch häufige Merkmale, nicht zu den entscheidenden Charakteristika zu zählen.
Obwohl auch immer mehr Mischformen entstehen, sind die Lesebühnen insbesondere zu unterscheiden von:
- Autorenlesung
- Kabarett
- Poetry-Slam

Das Phänomen der Lesebühnen ist vermutlich auf den deutschsprachigen Raum beschränkt.

## Geschichte
1987 gründeten Jörg Mantzsch und Renate Müller in Magdeburg im Rahmen des Kulturbundes der DDR die Lesebühne „Erich Weinert“. Zur ersten Vorstellung, bei der sich junge Schreibende aus Zirkeln und Arbeitsgemeinschaften mit Liedermachern in der Darbietung abwechselten und der sich eine breite Diskussion anschloss, kamen unerwartet mehr Besucher, als der Raum der Erich-Weinert-Gedenkstätte fassen konnte. Nach nur wenigen Veranstaltungen wurde diese Lesebühne jedoch staatlicherseits mit dem Argument abgesetzt, dass hier auch Dissidenten ein Podium finden würden.
In Berlin kann man die Entstehung von Lesebühnen in der Wendezeit und in München in der späten 1980er und frühen 1990er verorten.
- 1988: Höhnende Wochenschau
- 1989: Mittwochsfazit
- 1990: Dr. Seltsams Frühschoppen, der bis heute als Der Frühschoppen wöchentlich in der Kunstfabrik Schlot auftritt
- 1993: Die Weißen Federn der Zeit

Der Boom der Lesebühnen kam ca. zehn Jahre später, als sich die Berliner Lesebühnen im Jahrestakt vermehrten, dann auch die überregionale Presse auf dieses subkulturelle Phänomen aufmerksam wurde und schließlich einige Autoren auch kommerziell bei Verlagen erfolgreich wurden (z. B. Wladimir Kaminer, Jochen Schmidt und Jakob Hein).
Obschon in dieser Form in München und Berlin entstanden, gibt es mittlerweile auch in anderen deutschen Städten Veranstaltungen, die sich „Lesebühne“ nennen.

## Publikationen
- Salbader. 0/1989–39/2009, Berlin, ISSN 0947-1073. (Regulär erscheinende Publikation der Lesebühnen)